# 風櫃嘴
風櫃嘴，又名風櫃口，是台灣台北市士林區溪山里與新北市萬里區溪底里交界處的一個山口，位於陽明山國家公園範圍內，海拔597公尺。
在地形上，風櫃嘴座落於頂山山列的香對山與五指山山列的內雙溪山之間稜線的最低處，其東北側為瑪鋉溪溪谷，西南側為內雙溪溪谷，為典型的鞍部地形。

## 地名
風櫃嘴的地名源起與地形有關，來自萬里區沿海地帶的海風沿著溪谷吹到這裡，因為被兩邊的山峰所夾，如同打鐵店搧風用的風櫃之口，會使得風勢比臨近地區來得強勁。再者，此處恰好也是東北季風與西南季風流通的孔道，因此幾乎隨時都有強風。:119

## 登山步道
當地是陽明山東西大縱走的起點，也是臺北大縱走第三段（小油坑服務站—風櫃口）的終點及第四段（風櫃口—中華科大）的起點。

## 交通
萬溪產業道路士林段與新北市區道北28線（萬里—新北市界）在此交會，汽車、機車、自行車可分別由士林、汐止、萬里前來此地。
在公共交通工具方面，最近的公車站牌在士林方向為市民小巴1（捷運劍潭站—風櫃嘴）的「風櫃嘴」站牌，在萬里方向為新北市新巴士F922（萬里區公所—溪底）的「瑞泉路口」站牌，在汐止方向為新北市新巴士F910（汐止—翠柏新村）的「五指山森林公園」站牌。